# Souzalopesmyia carioca
Souzalopesmyia carioca är en tvåvingeart som beskrevs av Albuquerque 1951. Souzalopesmyia carioca ingår i släktet Souzalopesmyia och familjen husflugor. Inga underarter finns listade i Catalogue of Life.